# Amphidraus duckei
Amphidraus duckei är en spindelart som beskrevs av Galiano 1967. Amphidraus duckei ingår i släktet Amphidraus och familjen hoppspindlar. Inga underarter finns listade i Catalogue of Life.